# Paraktia Kai Thalassia Zoni Makronisou
Paraktia Kai Thalassia Zoni Makronisou este o arie protejată (sit de importanță comunitară — SCI) din Grecia întinsă pe o suprafață de 3.677,5 ha, integral pe uscat.

## Localizare
Centrul sitului Paraktia Kai Thalassia Zoni Makronisou este situat la coordonatele 37°42′49″N 24°08′46″E / 37.7135°N 24.146028°E.

## Înființare
Situl Paraktia Kai Thalassia Zoni Makronisou a fost declarat arie specială de conservare în baza directivei 92/43 din 1992 referitoare la conservarea habitatelor naturale și a faunei și florei sălbatice pentru a proteja un număr necunoscut de specii din flora spontană și fauna sălbatică aflate în arealul zonei.

## Biodiversitate
Situată în ecoregiunile marină mediteraneană și mediteraneană, aria protejată nu include niciun habitat protejat.
La baza desemnării sitului se află un număr nedeclarat de specii protejate.